# Brachionus dichotomus
Brachionus dichotomus är en hjuldjursart som beskrevs av K.S. Shephard 1911. Brachionus dichotomus ingår i släktet Brachionus och familjen Brachionidae.

## Underarter
Arten delas in i följande underarter:
- B. d. dichotomus
- B. d. reductus